# Arvalis - Institut du végétal
Arvalis - Institut du végétal est un institut technique agricole français ayant le statut d'association loi de 1901, membre de l'ACTA. Arvalis est le plus grand organisme de recherche appliquée agricole en France et référent technique pour les grandes cultures. Cette association est financée et gérée par les producteurs de céréales, de pommes de terre, de lin, de tabac et de fourrages, avec le concours des interprofessions (Intercéréales, GNIS, FNPSMS, CNIPT, GIPT, CIPALIN) et des fonds de financement de la recherche (CASDAR).

## Historique
Arvalis a été créée à la fin des années 1950. Le nom d'Arvalis - Institut du végétal apparaît en 2002 à l'occasion de fusion de l'institut technique du maïs (AGPM-Technique) et l'institut technique des céréales et des fourrages (ITCF). En 2008, l'Institut fusionne avec l'Institut technique de la pomme de terre (ITPT). En 2011, la fusion avec l'institut technique du lin (ITL) élargit à nouveau le champ d'action de l'institut.

## Les stations
L'institut compte 27 sites répartis sur tout le territoire national. Parmi ces sites, celui de Boigneville dans le sud de l'Essonne est composé de plus de 400 collaborateurs dont 300 ingénieurs et techniciens. Il est, par conséquent, un acteur de premier plan dans l'agriculture française.[réf. nécessaire]
4 sites sont consacrés à la production animale (études sur l’alimentation) :
-           1  en vaches laitières : La Jaillière (44)
-           2 en bovins allaitants : Jeu les Bois (36) et St Hilaire en Wöevre (55)
-           1 en monogastriques : Vendôme (41)

## Activités
En France, 80 % de la surface agricole cultivée est concernée par les activités d'Arvalis - Institut du végétal.
Arvalis est inscrit au registre de transparence des représentants d'intérêts auprès de la Commission européenne. Il déclare en 2017 pour cette activité des dépenses annuelles d'un montant de 70 000 euros.

## Budget
En 2018, le budget d'Arvalis était de 50 millions d'euros, dont environ 50% vient des contributions volontaires obligatoires, 20% du CASDAR et 20% d'activités marchandes en propre . La moitié de ce budget est dédiée à la R&D.

## Effectifs
En 2024, plus de 450 collaborateurs travaillent à Arvalis dont 220 ingénieurs et 160 techniciens.